# Cocomi
Cocomi（2001年5月1日—），本名“木村心美”（日语：／ Kimura Kokomi），是一名模特。她是木村拓哉与工藤静香的大女儿；她的妹妹Kōki,也是一名模特。Cocomi出身于东京都，还是一名长笛演奏者。

## 個人生活
- Cocomi由于从小就读于不列颠东京学校（英语：The British School in Tokyo）昭和学园，因此英语非常流利。她从3岁时学习小提琴和钢琴，7岁时学习長笛；成为专业的長笛演奏家是Cocomi未来的梦想和目标。她从小参与了不少音乐比赛，并取得了一些奖项。
- 2013年，她参加了“第23届山野（日语：山野楽器）初级長笛大赛”，以演奏《卡门狂想曲》而获得了小学生组最高奖。
- 2018年，參加第73屆全日本學生音樂競賽， 贏了預選參加東京比賽。
- 2019年，參加第2屆日本奏樂競賽，贏得二獎（高校部門管弦樂器）、管弦樂器部門第1名及法國音樂獎。[2]
- 曾公開自稱是動漫狂熱粉絲，特別是《鬼滅之刃》，曾於自身Instagram公開看漫畫時的狂熱模樣。[3]

## 职业生涯
- 2020年3月19日，就任迪奥形象大使[4]。

- 2020年3月28日，宣布参与《VOGUE JAPAN》五月刊封面拍摄，这是Cocomi首次参与杂志封面拍摄[5][a]。

## 主要作品

### 杂志封面
- 《VOGUE Japan》（康泰纳仕日本合同公司发行）——2020年5月期

### 劇場動畫
- 漁港的肉子（2021年） - 飾 喜久子
- 怪盜皇后的優雅假期（2025年） - 飾 イルマ[6]

### 脚注
1. ↑  封面妆容由迪奥彩妆首席化妆师Peter Phillips负责。

### 出典
1. ↑  . 产经体育.   [2020-03-19]. （原始内容存档于2020-03-19）.
2. ↑  . 2019-09-17  [2022-06-12]. （原始内容存档于2021-11-23） （日语）.
3. ↑  . 2020-04-04 （日语）.
4. ↑  . PR Times.   [2020-03-19]. （原始内容存档于2020-03-19）.
5. ↑  . VOGUE JAPAN.   [2020-03-19]. （原始内容存档于2020-03-19）.
6. ↑  . Comic Natalie. 2024-12-19  [2024-12-19]. （原始内容存档于2024-12-26） （日语）.